# Luis Armando Tineo Rivera
Luis Armando Tineo Rivera (Caracas, Venezuela, 10 de maio de 1948) é um clérigo católico romano venezuelano e bispo emérito de Carora.

## Biografia
Luis Tineo Rivera concluiu os estudos de filosofia no Seminário San José de El Hatillo e os de teologia na Pontifícia Universidade Gregoriana de Roma. Obteve a licenciatura em Sociologia pela Universidade Estadual de Cumaná e a licenciatura em Teologia Moral pela Pontifícia Universidade Gregoriana de Roma.
O Arcebispo de Caracas, José Ali Lebrún Moratinos, o ordenou sacerdote em 26 de julho de 1980.
Exerceu os seguintes cargos: professor de Teologia Moral e formador do Seminário Maior de Caracas, diretor de Estudos do Seminário Maior, diretor do Departamento Arquidiocesano de Catequese, arcipreste da região de Baruta e, desde 1990, pároco de "La Anunciación del Señor" em Caracas. Monsenhor Tineo Rivera também era diretor do semanário arquidiocesano “La Iglesia Ahora”.
Papa Bento XVI nomeou-o em 9 de fevereiro de 2007 bispo auxiliar de Caracas e bispo titular de Horrea Celia. O Arcebispo de Caracas, cardeal Jorge Liberato Urosa Savino, o sagrou em 28 de abril do mesmo ano, na Catedral de Caracas; os co-consagradores foram Dom Giacinto Berloco, Núncio Apostólico na Venezuela, e Ubaldo Ramón Santana Sequera FMI, Arcebispo de Maracaibo.
Em 23 de julho de 2013, o Papa Francisco nomeou Tineo Rivera Bispo de Carora.
 

Em 23 de junho de 2020, o Papa Francisco aceitou sua renúncia antecipada.